# Il piccolo diavolo
Il piccolo diavolo é um filme italiano de comédia de 1988, dirigido e protagonizado por Roberto Benigni.

## Sinopse
Maurice (Walter Matthau), um padre que vive em um colégio interno em Roma, é um dia convocado para exorcizar o demônio de uma senhora. O próprio demônio sai em forma de humano, porém, gentil chamado Giuditta (Roberto Benigni). O que Maurice não sabe é que Giuditta vai virar sua vida de cabeça para baixo.

## Elenco
- Walter Matthau: Padre Maurice
- Stefania Sandrelli: Patrizia
- Roberto Benigni: Giuditta, o pequeno diabo
- Nicoletta Braschi: Nina
- John Lurie: Cusatelli
- Paolo Baroni: Saverio
- Franco Fabrizi: Prete
- Annabella Schiavone: Giuditta, a senhora

## Prêmios e indicações
Roberto Benigni ganhou o David di Donatello na categoria de "Melhor Ator".